# Tin Bider
Koordinaten: 27° 36′ 0″ N, 5° 7′ 0″ O

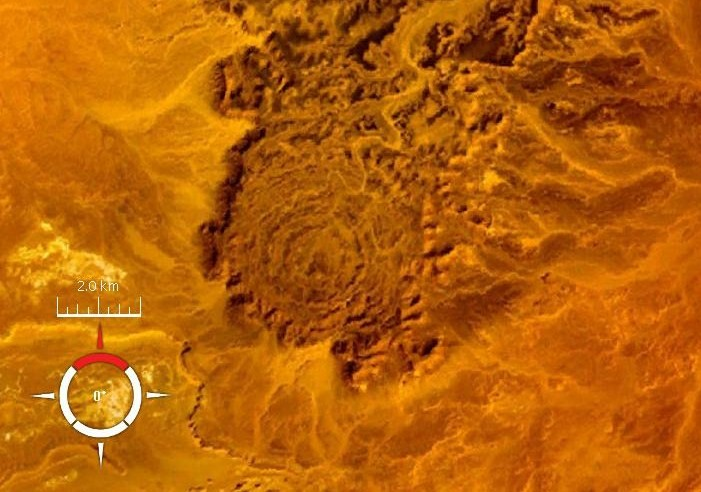
Landsat-Bild des Kraters Tin Bider von NASA World Wind

Tin Bider (arabisch تن بدر) ist ein Einschlagkrater in der Provinz In Salah in Algerien.
Der Krater hat einen Durchmesser von sechs Kilometern; sein Alter wird auf weniger als 70 Millionen Jahre geschätzt. Er ist an der Erdoberfläche sichtbar.
Tin Bider ist eine konzentrische Mehrfachringstruktur mit einem Durchmesser von etwa 6 km. Der Krater befindet sich auf der südlichen Ausbuchtung des Tin-Rhert-Plateaus, das als Verlängerung des Tademait-Plateaus angesehen werden kann. Die normalerweise flach liegende Serie der Oberkreide ist durch letztere tief gestört. Die Tonformationen enthalten dünne Kalksteineinlagerungen und einige Gipsschichten, und die Kalksteinformationen enthalten Toneinlagerungen mit einer Mächtigkeit von etwa 500 m. Massive Sandsteine, die der Unterkreide zuzuordnen sind und in der gesamten Sahara bekannt sind, sind nur im Zentrum des Kraters, etwa 500 m oberhalb seiner üblichen stratigrafischen Position, zu finden. 
Tin Bider ist, wie sowohl die topographische Karte als auch die Luftaufnahmen zeigen, durch eine Reihe von nahezu konzentrischen ringförmigen Erhebungen gekennzeichnet. Es lassen sich mindestens drei komplexe Antiklinalzonen unterscheiden, die sich vom Zentrum bis zum Rand erstrecken und bis zu 6 km weit reichen. Die daraus resultierenden Falten sind sehr kompliziert und scheinen sich konzentrisch in alle Richtungen zu entwickeln. Die Grenze zwischen deformierten und nicht deformierten Zonen ist auf der östlichen Hälfte des Kraters gut markiert. Der Kontakt ist gut ausgeprägt und kann oft über Hunderte von Metern in Richtung Zentrum verfolgt werden. Er ist auch in den zahlreichen radialen Schluchten, die den Steilhang am Rande des Plateaus durchschneiden, gut zu erkennen (vgl. topografische Karte). Die zentrale Zone, in der die Sandsteine auftreten, weist keine offensichtliche Struktur auf. Sie besteht hauptsächlich aus losen Stücken und Felsbrocken, die durch Erosion entstanden sind. 
Aufgrund der starken Ausprägung der duktilen Deformation unterscheidet sich Tin Bider deutlich von anderen Kratern. Auch wenn es noch keine schlüssige Erklärung für diesen einzigartigen Zustand gibt, könnte Tin Bider wichtige Informationen für ein besseres Verständnis großräumiger Einschlagskrater liefern.

## Weblinks

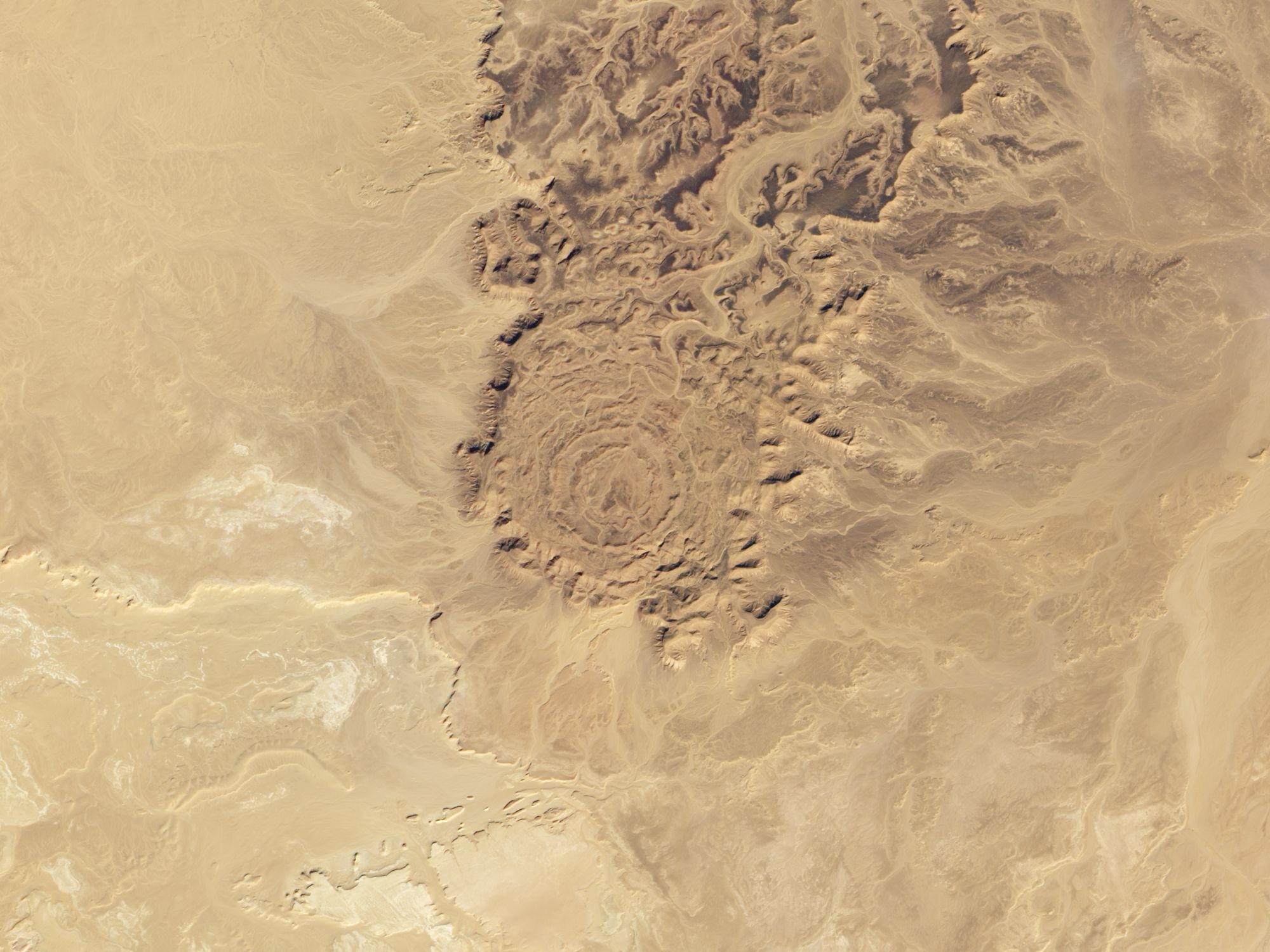
Satellitenbild des Kraters Tin Bider
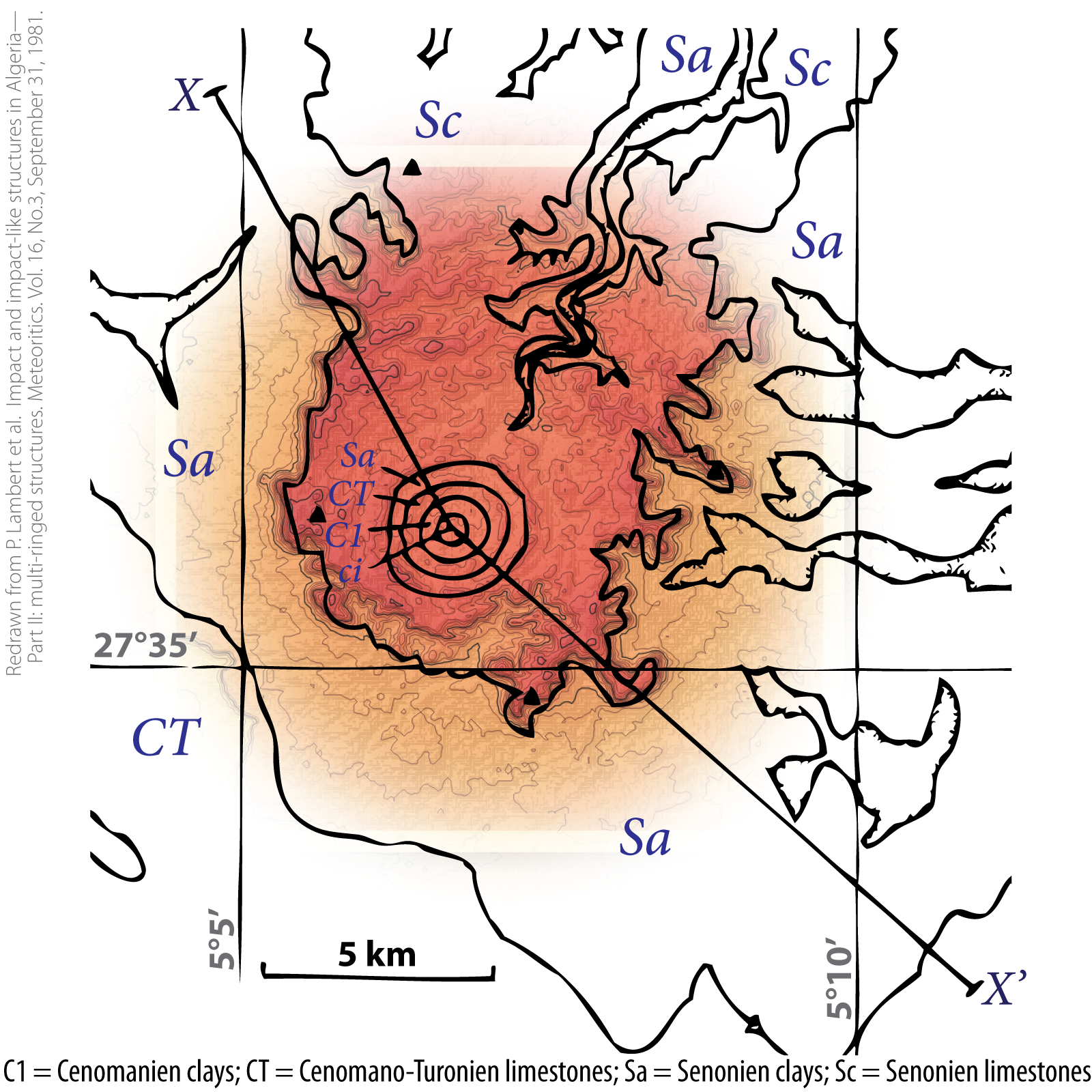
Schematische Karte der Tin-Bider-Struktur
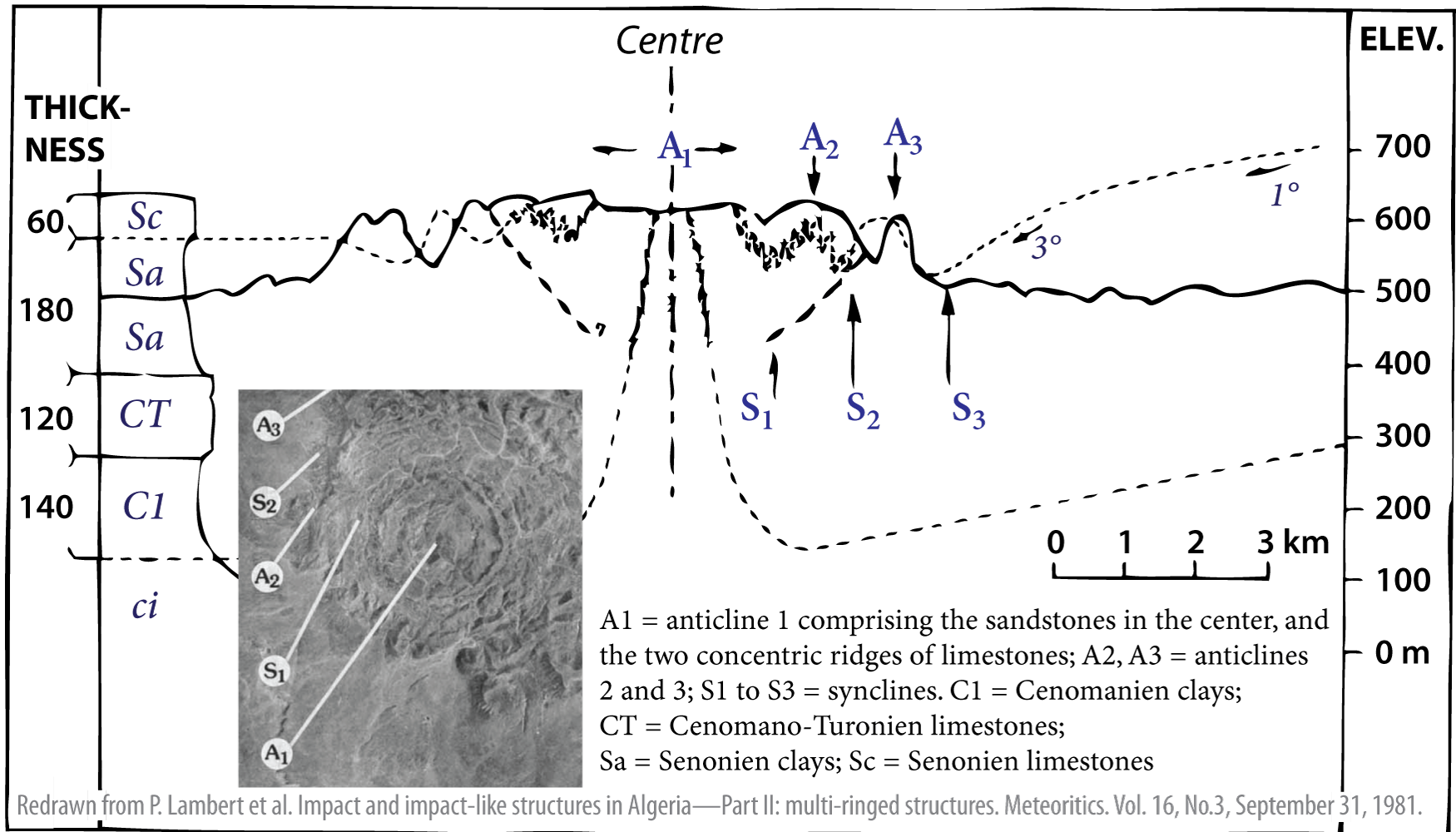
Querschnitt der Tin-Bider-Struktur